# 뷰렛 (밴드)
뷰렛(Biuret)은 대한민국의 혼성 4인조 록 밴드이다. 보컬의 문혜원은 《헤드윅》, 《황진이》 등 여러 뮤지컬에서 활동하기도 했다. 안재현은 여자 베이시스트이며, 기타리스트 이교원은 현재 실용음악학원의 기타강습 선생으로도 활동하고 있으며 2009년에는 민주공화당 허경영 총재의 노래 〈Call Me〉(콜 미)를 작곡한 바 있다.

## 음반
- 《My name is Biuret》 (2005년)
- 《1집 Be Full Of Spirit , Beautiful Violet》 (2007년)
- 《2집 Dreams Come True》 (2009년)
- 《Goodbye》 (2011년)
- 《성냥팔이 소녀》 (2015년)
- 《Everything》 (2015년)
- 《Love Forever》 (2015년)
- 《Ember》 (2015년)
- 《Brand New Day》 (2015년)
- 《축제 여행자》 (2015년)
- 《님아, 그 강을 건너지 마오》 (2015년)
- 《프랑켄슈타인》 (2015년)
- 《하얀 눈이 와》 (2015년)

### OST
- 《레이시티 OST》 (2006년)
- 《잘못된 만남 OST》 (2008년)
  - 《No Pain No Gain》

### 참여 음반
- 《ROCK 닭의 울음소리 Vol. 2 -The Flight Of The Rock》 (2002년)
  - 《아마도 알꺼야》
- 《New Attack 2002》 (2002년)
  - 《봄》
- 《Indie Power 2003》 (2003년)
  - 《옛 친구에게》
- 《라이브 클럽 페스트 Vol.1》 (2004년)
  - 《it's You》
- 《2004 K-Rock Championship》 (2005년)
  - 《웃지 않는 공주》
  - 《마마》

## 영화 출연
- 《잘못된 만남》 (2008년) : 락 밴드 역